# Trichotosia vanikorensis
Trichotosia vanikorensis là một loài thực vật có hoa trong họ Lan. Loài này được (Ames) P.J.Cribb & B.A.Lewis miêu tả khoa học đầu tiên năm 1991.